# Australischer Forellenhechtling
Der Australische Forellenhechtling (Prototroctes maraena) ist eine 1864 von Albert Günther beschriebene Knochenfischart aus der Gattung der Forellenhechtlinge (Prototroctes) innerhalb der Familie der Neuseelandlachse (Retropinnidae).

## Merkmale
Der Australische Forellenhechtling kann eine Standardlänge von mehr als 30 cm erreichen, übertrifft heute aber nur selten 25 cm. Er ist am Rücken dunkelbraun bis olivgrün, an den Seiten grünlich-bronzefarben, gelegentlich mit einem stahlblauen Schimmer. Die Kiemendeckel sind silberfarben, die Bauchseite und die Unterseite des Kopfes silberweißlich bis gelblich. Die Flossen sind transparent bis gräulich oder strohfarben. Die Rückenflosse sitzt über den Bauchflossen, eine Fettflosse ist vorhanden. Die Maxillare ist zahnlos, den Unterkiefer umgibt ein horniger Rand. Die Anzahl der Wirbel beträgt 62 bis 72.
Frisch duftet der Australische Forellenhechtling nach Gurke. Die meisten Tiere werden zwei bis drei, manche bis zu fünf Jahre alt.

## Verbreitung
Vorkommen des Australischen Forellenhechtlings sind im Südosten Australiens, vom Grose River im Osten des Bundesstaates New South Wales bis zum Hopkins River (Bundesstaat Victoria), bekannt. Er ist auch in Tasmanien und auf King Island am westlichen Ende der Bass Strait zu finden.

## Lebensraum und Lebensweise
Der Australische Forellenhechtling ist eine amphidrome Art, die die Oberläufe klarer, mäßig bis schnell fließender Flüsse bewohnt. Manchmal ist er in Höhen über 1000 m zu finden. Er laicht in küstennahen Flüssen, die Laichzeit im australischen Herbst variiert je nach Fluss und Umwelteinflüssen. Ein Weibchen kann annähernd 47.000 Eier legen. Die demersalen (zu Boden sinkenden), nicht anhaftenden Eier haben einen Durchmesser von 0,9 mm. Die Fischlarven werden von den Flüssen ins Meer gespült, wo sich die jungen Australischen Forellenhechtlinge die ersten 6 Monate ihres Lebens aufhalten, danach kehren sie in die Flüsse zurück, wo sie den Rest ihres Lebens verbringen. Der Australische Forellenhechtling ernährt sich von Algen und Wasserinsekten. Mit den kammartigen Kieferzähnen können Insekten von Fadenalgen aufgenommen werden, das schwarze Bauchfell könnte von pflanzlichem Anteil in der Nahrung herrühren.

## Gefährdung
In den 1880er Jahren wurde von einem Massensterben der Australischen Forellenhechtlinge berichtet, das mit der Einführung von Forellen in Tasmanien zusammenfiel. Saville-Kent deutete 1888 an, dass eine tödliche Krankheit mit den Forellen eingeschleppt wurde, und berichtete, dass tote und sterbende Tiere gesehen wurden:

„zu Tausenden die Flüsse hinabtreibend, bedeckt ... mit einem watteartigen Pilzbefall“

Heute sind die Australischen Forellenhechtlinge in vielerlei Hinsicht bedroht. Zum einen durch Dämme und Wehre, die die Wanderungen zum Meer und zurück, von denen die Art abhängig ist, behindern. Rodungen führen zu einer Verschlammung und Verschlechterung der Wasserqualität. Eingeführte Forellenarten bedrohen die Art durch Verdrängung.
Der Australische Forellenhechtling wird unter den nach Australiens Environment Protection und Biodiversity Conservation Act 1999 bedrohten Arten mit dem Status „gefährdet“ (vulnerable) aufgeführt. Die International Union for Conservation of Nature and Natural Resources (IUCN) stuft die Art, da sie von Schutzmaßnahmen abhängig ist, als gering gefährdet, Vorwarnliste (Near Threatened, NT) ein.